# Episodi de La vita secondo Jim (quarta stagione)

Andy (Larry Joe Campbell)

La quarta stagione della serie televisiva La vita secondo Jim (According to Jim) è composta da 27 episodi, trasmessi in prima visione negli Stati Uniti d'America da ABC dal 21 settembre 2004 al 17 maggio 2005.
In Italia è stata trasmessa in prima visione assoluta da Disney Channel dal 17 novembre al 7 dicembre 2005; in chiaro è stata trasmessa in prima visione da Italia 1 nel 2006.
| nº | Titolo originale                 | Titolo italiano               | Prima TV USA      | Prima TV Italia  |
| -- | -------------------------------- | ----------------------------- | ----------------- | ---------------- |
| 1  | A Hole in One                    | Dritto in buca                | 21 settembre 2004 | 17 novembre 2005 |
| 2  | The Effort                       | Lo sforzo                     | 28 settembre 2004 | 17 novembre 2005 |
| 3  | The Grill                        | Il grill                      | 12 ottobre 2004   | 18 novembre 2005 |
| 4  | The Garage Door                  | La porta del garage           | 19 ottobre 2004   | 18 novembre 2005 |
| 5  | Dress to Kill Me                 | Vestito per uccidermi         | 26 ottobre 2004   | 21 novembre 2005 |
| 6  | Father-Daughter Dance            | Il ballo padri e figlie       | 9 novembre 2004   | 21 novembre 2005 |
| 7  | Plot Twist                       | Insieme per sempre            | 16 novembre 2004  | 22 novembre 2005 |
| 8  | The Hunters                      | Il collerico Pete             | 23 novembre 2004  | 22 novembre 2005 |
| 9  | Poking The Bear                  | Stress                        | 30 novembre 2004  | 23 novembre 2005 |
| 10 | Stalking Santa                   | Un Natale super-speciale      | 14 dicembre 2004  | 23 novembre 2005 |
| 11 | Sympathy From the Devlins        | Follia normale                | 11 gennaio 2005   | 24 novembre 2005 |
| 12 | The Nanny-Cam                    | La microcamera                | 18 gennaio 2005   | 24 novembre 2005 |
| 13 | The Jealous Husband              | Il marito geloso              | 25 gennaio 2005   | 25 novembre 2005 |
| 14 | A Crying Shame                   | Una furtiva lacrima           | 8 febbraio 2005   | 25 novembre 2005 |
| 15 | Guess Who's Cooking Your Dinner? | Indovina chi prepara la cena? | 15 febbraio 2005  | 28 novembre 2005 |
| 16 | The Wedding Dress                | C'è sempre una via d'uscita   | 22 febbraio 2005  | 28 novembre 2005 |
| 17 | The Mustache                     | I baffi                       | 8 marzo 2005      | 29 novembre 2005 |
| 18 | Shall We Dance                   | Ballando con uno sconosciuto  | 8 marzo 2005      | 29 novembre 2005 |
| 19 | Take My Wife, Please             | Una moglie in prestito        | 15 marzo 2005     | 30 novembre 2005 |
| 20 | Spelling Bee                     | Gara di spelling              | 22 marzo 2005     | 30 novembre 2005 |
| 21 | Kentucky Fried Beltzman          | Il funerale                   | 29 marzo 2005     | 1º dicembre 2005 |
| 22 | The Clock                        | L'orologio                    | 12 aprile 2005    | 1º dicembre 2005 |
| 23 | The Competition                  | La competizione               | 19 aprile 2005    | 2 dicembre 2005  |
| 24 | The Bachelorette Party           | Addio al nubilato             | 3 maggio 2005     | 2 dicembre 2005  |
| 25 | Geronimo Jim                     | La rivincita                  | 10 maggio 2005    | 3 dicembre 2005  |
| 26 | The scrapbook                    | Foto di famiglia              | 10 maggio 2005    | 4 dicembre 2005  |
| 27 | Wedding Bell Blues               | Le nozze                      | 17 maggio 2005    | 7 dicembre 2005  |

## Dritto in buca
- Titolo originale: A hole in one
- Diretto da: Charles T. Kanganis
- Scritto da: Jeffrey B. Hodes e Nastaran Dibai

### Trama
Jim deve fare delle analisi di fertilità, ma si fa sostituire da Andy.
- Guest star: John Ducey (dottor Murphy), Jim Toth (giocatore di golf), Mark Beltzman (Beltzman), Tony Braunagel (Tony), Conner Rayburn (Kyle)

## Lo sforzo
- Titolo originale: The Effort
- Diretto da: Charles T. Kanganis
- Scritto da: David Feeney, Nastaran Dibai e Jeffrey B. Hodes

### Trama
Jim dovrebbe trascorrere una serata romantica con sua moglie, ma è combattuto perché vuole vedere un incontro di boxe in televisione quella stessa notte. Disperato, decide di truffare Cheryl, illuso di poterla fare franca.
- Guest star: Nicole Nieth (Talia)

## Il grill
- Titolo originale: The Grill
- Diretto da: Mark Cendrowski e Charles T. Kanganis
- Scritto da: Christopher J. Nowak, Nastaran Dibai e Jeffrey B. Hodes

### Trama
Jim si offre di dare ad Andy un vecchio grill per barbecue, poi decide che Andy dovrebbe pagarlo, provocando un'enorme discussione tra Jim e Andy, finché Cheryl non si fa avanti.
- Guest star: Willie Amakye (fattorino)

## La porta del garage
- Titolo originale: The Garage Door
- Diretto da: Leonard R. Garner Jr.
- Scritto da: Howard J. Morris

### Trama
Jim dice a Cheryl che il cervello di uomini e donne è strutturato per ricordare cose diverse. Pensa che abbia torto e sia sessista, finché Cheryl e Dana si ritrovano intrappolate in garage perché nessuna delle due ricorda il codice per aprirlo, che suo figlio piccolo è in grado di inserire senza sforzo. Lei e Dana sfondano la porta per far sembrare che si sia rotta in modo che Jim non possa gongolare. Più tardi, Jim scopre che Cheryl cerca ancora di dimostrare che ha torto, ma non riesce nemmeno a ricordare il codice pochi istanti dopo che le è stato detto e finalmente ammette che Jim ha ragione.
- Guest star: Ingrid Sanai Buron (Sheila), Christian Anderson (tizio del kayak)

## Vestito per uccidermi
- Titolo originale: Dress to Kill Me
- Diretto da: Philip Charles MacKenzie
- Scritto da: Warren Bell

### Trama
Kyle vuole travestirsi da Cenerentola per Halloween. Jim è contrario perché pensa che possa diventare una femminuccia, così compra a Kyle un costume virile (un dinosauro), ma Kyle si rimette il vestito di Cenerentola. Jim, Andy e Kyle si siedono sul divano con Jim e Kyle che insistono sulle loro posizioni. Jim va in cucina e vede un Kyle più anziano che convince Jim a lasciar andare Kyle vestito da Cenerentola. Alla fine, tutti e tre si travestono da donna e vanno in giro a fare dolcetto o scherzetto.
- Guest star: Sarah Cole Sommers (Gracie spogliarellista), Kinga Philipps (Rubie spogliarellista), Richard Willgrubs (padre), Kurt Doss (bambino n°1), Benjamin Bryan (bambino n°2), Robert Belushi (Kyle adulto)

## Il ballo padri e figlie
- Titolo originale: Father-Daughter Dance
- Diretto da: Charles T. Kanganis
- Scritto da: Bob Nickman

### Trama
Jim si arrabbia quando Ruby smette di dargli un bacio d'addio fuori dalla scuola. Cheryl spiega che Ruby sta attraversando una fase e Jim cerca di rispettarla. Poi, Ruby ferisce i sentimenti di Jim quando invita Andy a un ballo padre-figlia al posto suo.
- Guest star: Kyle Chavarria (Ashley)

## Insieme per sempre
- Titolo originale: Plot Twist
- Diretto da: Jim Belushi
- Scritto da: Sylvia Green

### Trama
La madre di Cheryl, Maggie, vuole che Jim, Cheryl e il resto della famiglia siano seppelliti un giorno in un appezzamento di famiglia che lei ha acquistato anni fa, ma Jim non è d'accordo, quindi si riserva segretamente un posto accanto a un giocatore di football famoso.
- Guest star: Kathleen Noone (Maggie), Andrew Hawtrey (becchino), Mark Brandon (Bronko)

## Il collerico Pete
- Titolo originale: The Hunters
- Diretto da: Mark Cendrowski
- Scritto da: Jana Hunter e Mitch Hunter

### Trama
Per dimostrare il suo valore come uomo, Jim, insieme ad Andy, caccia un tacchino per il Ringraziamento, ma durante la caccia Jim viene inseguito e colpito da un leggendario uccello psicotico di 40 libbre chiamato "collerico Pete".
- Guest star: Jack Donner (uomo anziano), Michael Rothhaar (Dwayne)

## Stress
- Titolo originale: Poking the Bear
- Diretto da: Charles T. Kanganis
- Scritto da: John D. Beck e Ron Hart

### Trama
Il ginecologo di Cheryl, Ryan, le proibisce di fare sesso con Jim fino al momento giusto per rimanere incinta. La notizia mette in difficoltà Jim quando un potenziale cliente e Dana lo mettono sotto stress.
- Guest star: Tom Arnold (Max), Mitch Rouse (dottor Ryan Gibson), Stacy Stas Hurst (Brianna), Christina Cindrich (Christina)

## Un Natale super-speciale
- Titolo originale: Stalking Santa
- Diretto da: Philip Charles MacKenzie
- Scritto da: Tim Kazurinsky

### Trama
Jim litiga con un Babbo Natale di un grande magazzino dopo che i due sono coinvolti in un tamponamento in un parcheggio. Sfortunatamente, i figli di Jim assistono alla scaramuccia e temono che Babbo Natale non lascerà loro regali per Natale.
- Guest star: Bruce Jarchow (Babbo Natale), Tim Kazurinsky (elfo), Jeanette Miller (donna nel parcheggio)

## Follia normale
- Titolo originale: Sympathy from the Devlins
- Diretto da: Jim Belushi
- Scritto da: John D. Beck e Ron Hart

### Trama
Jim fa amicizia con i suoi odiosi vicini quando crede che portino fortuna quando guarda i Chicago Bulls in azione.
- Guest star: Cynthia Stevenson (Cindy Devlin), Tim Bagley (Tim Devlin), Sean Hogan (Josh Devlin)

## La microcamera
- Titolo originale: The Nanny-Cam
- Diretto da: Mark Cendrowski
- Scritto da: Bob Nickman

### Trama
Jim compra una telecamera nascosta per spiare la babysitter che non voleva che Cheryl assumesse, ma scopre invece qualcosa su Cheryl, spingendo la donna a comprare una microcamera tutta sua per spiare Jim.
- Guest star: Barbara Dodd (signora Nelson)

## Il marito geloso
- Titolo originale: The Jealous Husband
- Diretto da: Dennis Capps
- Scritto da: David Feeney

### Trama
Per far sentire Cheryl desiderabile, Jim finge una scenata di gelosia in un ristorante e cerca di convincere il nuovo fidanzato di Dana a fare lo stesso, ma il consiglio si ritorce contro quando Dana teme che il suo nuovo fidanzato sia paranoico e possessivo.
- Guest star: Mitch Rouse (dottor Ryan Gibson), Chad Brokaw (Chip), Christopher Stapleton (cameriere)

## Una furtiva lacrima
- Titolo originale: A Crying Shame
- Diretto da: Mark Cendrowski
- Scritto da: Harry Hannigan

### Trama
Cheryl afferma di amare gli uomini che non hanno paura di piangere, ma quando Jim scoppia in lacrime dopo un film, è sorpresa di trovarsi infastidita dalla sua sensibilità.
- Guest star: Mitch Rouse (dottor Ryan Gibson), Willie Amakye (commesso)

## Indovina chi prepara la cena?
- Titolo originale: Guess Who's Cooking Your Dinner?
- Diretto da: Mark Cendrowski
- Scritto da: Warren Bell

### Trama
Cheryl prepara la cena per Dana e il suo ragazzo e gli fa credere che sia stata Dana a cucinare.
- Guest star: Mitch Rouse (dottor Ryan Gibson), Carlos Lacamara (signor Farrow), Amy Beth Griego (addetta allo stand)

## C'è sempre una via d'uscita
- Titolo originale: The Wedding Dress
- Diretto da: Mark Cendrowski
- Scritto da: Sylvia Green

### Trama
Quando Cheryl offre a Dana l'uso del suo abito da sposa, Jim e Andy cercano di nascondere il fatto che l'abito è stato distrutto durante una festa sportiva anni fa. 
- Guest star: Mitch Rouse (dottor Ryan Gibson), Lori Bell (venditore)

- Questo episodio contraddice ciò che è stato mostrato in un episodio precedente, con Dana seduta sul divano di Jim e Cheryl che indossa il proprio abito da sposa, quando l'abito è stato distrutto 2 settimane dopo il matrimonio di Jim e Cheryl.

## I baffi
- Titolo originale: The Mustache
- Diretto da: Mark Cendrowski
- Scritto da: Howard J. Morris

### Trama
Un'attraente ragazza delle consegne dà a Jim alcuni consigli di moda, spingendolo a farsi crescere i baffi, cosa che Cheryl odia. Cheryl si vendica diventando una bruna, ma Jim lo adora. Dopo un incontro casuale con la ragazza, Cheryl le chiede di dare a Jim dei suggerimenti che lo faranno sembrare ridicolo.
- Guest star: Jennifer Alden (Alicia), Ted Michaels (Kenny)

## Ballando con uno sconosciuto
- Titolo originale: Shall We Dance?
- Diretto da: Mark Cendrowski
- Scritto da: Jeffrey B. Hodes e Nastaran Dibai

### Trama
Quando Andy decide di imparare a ballare per il matrimonio di sua sorella, chiede l'aiuto di suo cognato Jim che è un ballerino provetto all'insaputa di Cheryl e Dana.
- Guest star: Mark Beltzman (Beltzman), Tony Braunagel (Tony), John Rubano (John), Heather Lee (insegnante di ballo), Willie Amakye (allievo di ballo), Bobby Block (Jim da giovane)

## Una moglie in prestito
- Titolo originale: Take My Wife, Please
- Diretto da: Jim Belushi
- Scritto da: Harry Hannigan

### Trama
Per evitare di andare a un'opera con Cheryl, Jim chiede a un anziano vedovo di accompagnarla, ma Cheryl ama davvero passare del tempo con l'affascinante anziano, con grande sgomento di Jim.
- Guest star: Steven Gilborn (Bertram), Mark Beltzman (Beltzman), Tony Braunagel (Tony), John Rubano (John)

## Gara di spelling
- Titolo originale: Spelling Bee
- Diretto da: Larry Joe Campbell
- Scritto da: Christopher J. Nowak

### Trama
L'orgoglio di Jim per la nuova attitudine all'ortografia di Gracie si trasforma rapidamente in sgomento quando deve portarla a tornei in tutto lo Stato, infastidendolo.

## Il funerale
- Titolo originale: Kentucky Fried Beltzman
- Diretto da: Jim Belushi
- Scritto da: Bob Nickman

### Trama
Jim è scioccato nell'apprendere che il suo amico scomparso di recente sarà sepolto con una rara carta da baseball, ma la verità è che l'uomo ha rubato la carta a Jim anni prima, quindi Jim decide di recuperarla, il che è più facile a dirsi che a farsi.
- Guest star: Jane Morris (Bonnie Beltzman), Mark Beltzman (Eugene Beltzman), Tony Braunagel (Tony), John Rubano (John), Charles C. Stevenson Jr. (reverendo)

## L'orologio
- Titolo originale: The Clock
- Diretto da: Leonard R. Garner Jr.
- Scritto da: David Feeney, Jeffrey B. Hodes e Nastaran Dibai

### Trama
Jim e Cheryl regolano gli orologi per far andare i bambini a letto prima in modo che possano trascorrere più tempo insieme. Tuttavia, il piano si ritorce contro quando se ne dimenticano.
- Guest star: Mitch Rouse (dottor Ryan Gibson)

## La competizione
- Titolo originale: The Competition
- Diretto da: Lynn M. McCracken
- Scritto da: Daniel Egan

### Trama
Jim, certo di vincere la gara annuale di mangiatore di hot dog, si sente umiliato quando invece perde contro una donna minuta e i suoi problemi sono ulteriormente aggravati quando Andy decide di uscire con la campionessa, che non riesce a smettere di infastidire Jim per questo motivo.
- Guest star: Suzy Nakamura (Yoki Hirasaki), Tony Braunagel (Tony), Charlie Hartsock (Charlie), John Rubano (John), Doug Cameron (partecipante alla gara), Matthew Jones (paramedico)

## Addio al nubilato
- Titolo originale: The Bachelorette Party
- Diretto da: Dennis Capps
- Scritto da: Howard J. Morris

### Trama
Quando l'addio al nubilato di Cheryl delude Dana, Jim e Andy regalano a Dana una notte turbolenta che non dimenticherà mai.
- Guest star: Jamieson Price (speaker), Thomas Crnkovich (uomo Cajun), Tina Gasbarra (Gwen), Carol Pawlak (donna nello strip club)

## La rivincita
- Titolo originale: Geronimo Jim
- Diretto da: Jim Belushi
- Scritto da: John D. Beck e Ron Hart

### Trama
Cheryl e Dana pensano di avere motivo di preoccuparsi quando il fidanzato di Dana vuole guidare macchine da corsa in una pista automobilistica e Jim vuole iniziare a fare paracadutismo con l'uomo.
- Guest star: Mitch Rouse (dottor Ryan Gibson), Robert Belushi (istruttore di volo)

## Foto di famiglia
- Titolo originale: The Scrapbook
- Diretto da: Jim Belushi
- Scritto da: Harry Hannigan e Sylvia Green

### Trama
Per una volta Jim si ricorda del proprio anniversario di matrimonio, ma Cheryl no! Improvvisando, Cheryl gli regala l'album fotografico che copre anni di ricordi e i due cominciano a ricordare.

## Le nozze
- Titolo originale: Wedding Bell Blues
- Diretto da: Charles T. Kanganis
- Scritto da: Mitch Hunter e Jana Hunter

### Trama
Il giorno del matrimonio di Dana, Jim fa accidentalmente perdere i sensi al reverendo preferito della famiglia con la portiera dell'auto, quindi deve affrettarsi a trovare un sostituto all'ultimo minuto.
- Guest star: Mitch Rouse (dottor Ryan Gibson), Kathleen Noone (Maggie), Anthony Heald (reverendo Steven), Tony Braunagel (Tony), Charlie Hartsock (Charlie), John Rubano (John), Michael C. McCarthy (reverendo Hill), Ted Michaels (Kenny), Willie Amakye (Willie), Rick Hall (paramedico)